# 南迪郡

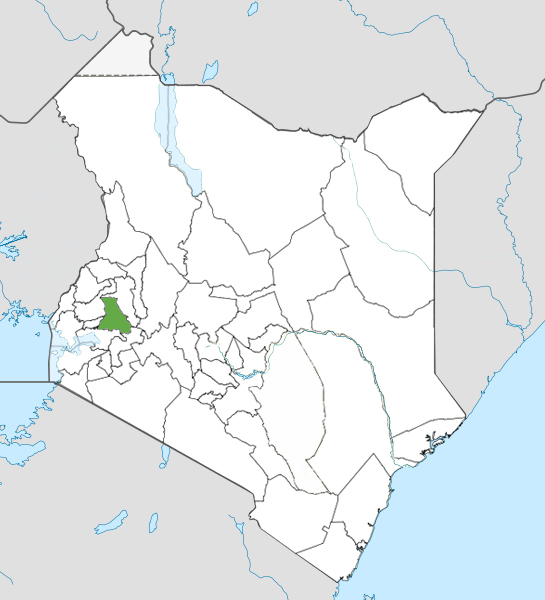

0°10′00″N 35°09′00″E / 0.166667°N 35.15°E
南迪郡，是肯尼亞的一個郡，位於該國西部，由裂谷省負責管轄，首府設於卡普薩貝特，始建於2013年3月4日，面積2,884.5平方公里，2009年人口752,965，人口密度每平方公里261.04人。